# Eparquia de Bathery
A Eparquia de Bathery (Latim: Eparchia Batteriensis) é uma eparquia pertencente a Igreja Católica Siro-Malancar com rito Siro-Malancar. Está localizada no município de Sultan Bathery, no estado de Querala, pertencente a Arquieparquia de Tiruvalla na Índia. Foi fundada em 28 de outubro de 1978 pelo Papa João Paulo II. Possui uma população católica de 34.260 habitantes, sendo 0,2% da população total, possui 108 paróquias com dados de 2020.

## História
Em 28 de outubro de 1978 o Papa João Paulo II cria a Eparquia de Battery através do território da  Eparquia de Tiruvalla. Em 2006 a Eparquia de Battery tem sua província eclesiástica alterada, passando de  Trivandrum para  Tiruvalla. Em 2010 a eparquia perde território para a formação da Eparquia de Puthur. Desde sua fundação em 1978 pertence a Igreja Católica Siro-Malancar, com rito Siro-Malancar.

## Lista de eparcas
A seguir uma lista de eparcas desde a criação da eparquia em 1978.
|                    | Nome                                | Período            | Notas                             |
| Eparcas de Battery | Eparcas de Battery                  | Eparcas de Battery | Eparcas de Battery                |
| ------------------ | ----------------------------------- | ------------------ | --------------------------------- |
| 3º                 | Joseph Thomas Konnath               | 2010 - atual       |                                   |
| 2º                 | Geevarghese Divannasios Ottathengil | 1996 - 2010        | Nomeado eparca da Puthur          |
| 1º                 | Cyril Baselios, O.I.C.              | 1978 - 1995        | Nomeado arquieparca da Trivandrum |